# Гуронское оледенение

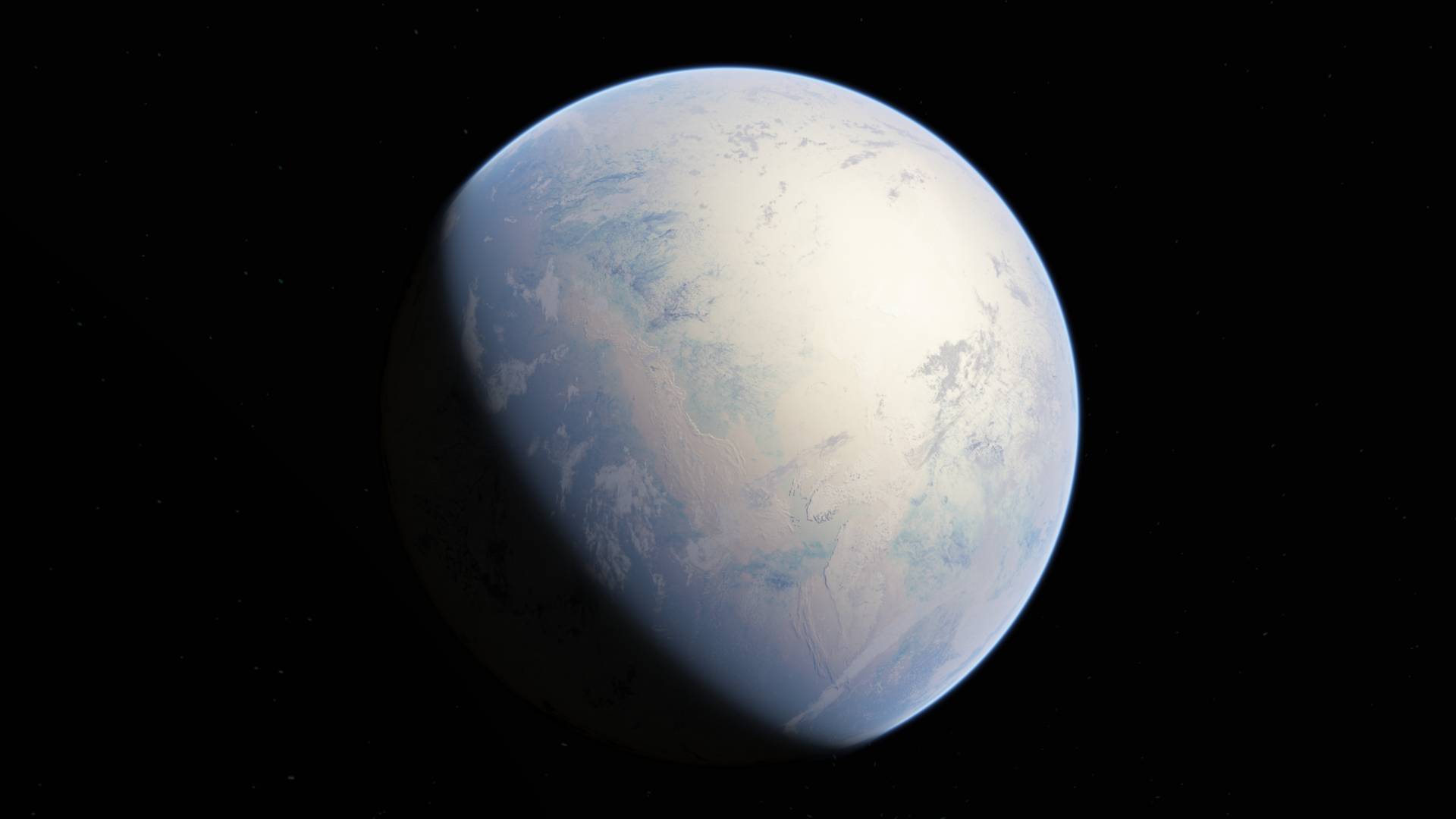
Гуронское оледенение в представлении художника

Гуро́нское оледене́ние — одно из древнейших и наиболее продолжительных оледенений на Земле. Началось и закончилось в палеопротерозое 2,4—2,1 млрд лет назад, продлившись около 300 млн лет. Причиной гуронского оледенения была кислородная катастрофа, в ходе которой в атмосферу Земли поступило большое количество кислорода, выработанного фотосинтезирующими организмами. Метан, который ранее присутствовал в атмосфере в больших количествах и вносил основной вклад в парниковый эффект, соединился с кислородом и превратился в углекислый газ и воду. Изменения состава атмосферы, в свою очередь, привели к сокращению численности метаногенов, что вызвало дополнительное снижение уровня метана.
Колоссальные масштаб и длительность гуронского оледенения могут быть связаны и с так называемым парадоксом слабого молодого Солнца.
В работах разных палеогляциологов хронологические рамки указаны по-разному. Согласно одной из версий, гуронское оледенение началось в сидерии 2,4 млрд лет назад и закончилось в конце рясия, 2,1 млрд лет назад. В работах же ряда других гляциологов (в частности, Дугласа Бенна и Дэвида Эванса) период фигурирует как Макганьенское оледенение, в честь формации Макганьен в Южной Африке.

## Геологические свидетельства
Геологические свидетельства оледенения лучше всего представлены в обнажениях горных пород к северу от озера Гурон в южной части Канады, в честь чего оледенение и получило своё название. В хронологически предшествующих гуронским ледниковым отложениям слоях встречаются обломки уранита и пирита, что свидетельствует о низком уровне кислорода в атмосфере до оледенения. Поверх ледниковых отложений идёт слой песчаника, содержащего гематит — минерал, присутствие которого указывает на высокое содержание кислорода в атмосфере.